# بيت الصلاحي (جحانة)

تعديل مصدري - تعديل

بيت الصلاحي هي إحدى قرى عزلة مسور بمديرية جحانة التابعة لمحافظة صنعاء، بلغ تعداد سكانها 239 نسمة حسب تعداد اليمن لعام 2004.